# この情熱はダイヤモンド
「この情熱はダイヤモンド」（このじょうねつはダイヤモンド）は、瀬戸朝香の2枚目のシングルである。1995年11月1日発売。

## 収録曲
1. この情熱はダイヤモンド
  - 作詞・作曲：宇徳敬子／編曲：新川博
2. 内緒でドライブ 一人でライブ
  - 作詞：大森祥子／作曲：上田知華／編曲：新川博
3. この情熱はダイヤモンド(オリジナル・カラオケ)